# Norska Lejonorden
Norska Lejonorden (norska: Den Norske Løve), är en orden som instiftades den 21 januari 1904 av Oscar II som en norsk motsvarighet till Serafimerorden. Den skapades "till ihågkommelse av de berömda händelser som förknippas med Norges högvördige riksvapen".
Orden instiftades som en motsvarighet i rang till riddare av Serafimerorden då den norska Sankt Olavs orden rangordnades under riddare av Serafimerorden i det delade svensk-norska hovet. Utvidgningen av det norska ordenssystemet har dock fått blandade reaktioner bland norska politiker.
Unionen mellan Sverige och Norge upplöstes 1905 innan några enskilda norrmän hade utsetts till riddare och kung Håkon VII av Norge valde att inte utse några nya riddare. Kung Håkon upphävde formellt orden den 11 mars 1952. De enda kvarvarande riddarna vid den tidpunkten var Gustaf VI Adolf och prins Wilhelm, vid sidan av den norske kungen som de jure var ordens stormästare. Den sista levande riddaren var Gustaf VI Adolf som dog 1973.

Ordenskedjan
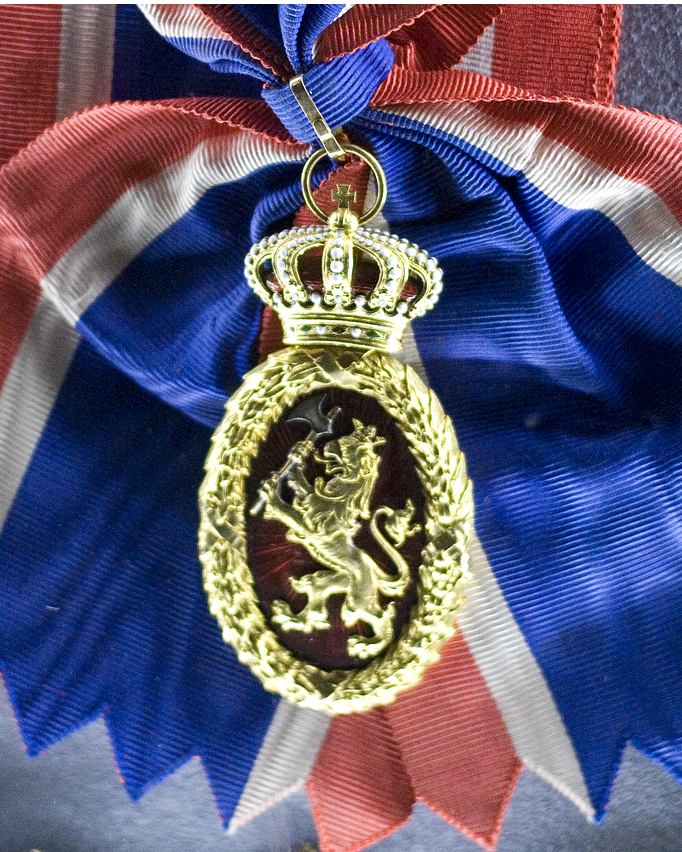
Ordenstecknet i band
Knapp

## Komplett lista över riddare
- Kung Oscar II (21 januari 1904)
- Kronprins Gustaf av Sverige och Norge (21 januari 1904)
- Prins Carl av Sverige och Norge (21 januari 1904)
- Prins Eugen av Sverige och Norge (21 januari 1904)
- Prins Gustaf Adolf av Sverige och Norge (21 januari 1904)
- Prins Vilhelm av Sverige och Norge (21 januari 1904)
- Prins Erik av Sverige och Norge (21 januari 1904)
- Kejsar Vilhelm II av Tyskland (27 januari 1904)
- Kejsar Frans Josef I av Österrike och Ungern (5 april 1904)
- Kung Kristian IX av Danmark (10 september 1904)
- Émile Loubet, Frankrikes president (1 december 1904)
- Kung Haakon VII blev formellt stormästare den 18 november 1905 men bar aldrig orden.